# Віктор Антонеску (режисер)
Віктор Антонеску (рум. Victor Antonescu, нар. 16 липня 1936, Бухарест) — румунський кінорежисер, аніматор, сценограф і сценарист анімаційних фільмів.

## Біографія
Віктор Антонеску народився 16 липня 1936 року в місті Бухарест. Володар другої премії в країні на міжшкільному конкурсі малюнків у 1953 році Віктор Антонеску за ці роки утвердився як видатна особистість румунської анімації, будучи одним із основних творців кінематографічної студії «Animafilm». Однією з сильних цінностей місцевої анімації, Віктор Антонеску, завдяки своєму багатому досвіду, відзначає низку видатних результатів у цій галузі, включаючи створення першого румунського повнометражного анімаційного фільму, фільму «Робінзон Крузо», завершеного в 1973 році.
Вся його діяльність визначає його як майстра пародії та кінематографічного видовища, а на його фільмах лежить відбиток режисера, який присвятив свої фільми багатьом поколінням від 7 до 77 років.
Багатовалентний творець Віктор Антонеску охоплює широкий спектр діяльності, знявши понад 40 анімаційних фільмів, у тому числі художні фільми «Робінзон Крузо», «Дивовижні пригоди мишкетерів» на кіностудії «Animafilm». Написав сценарії до понад 30 фільмів, у тому числі діалоги до двох згаданих повнометражних фільмів.
Мало хто знає, що Віктор Антонеску є «Майстром спорту» стрільби в Тирі з 1957 року. За той час, коли він займався цим спортивним спортом, він виграв численні чемпіонські титули, незліченну кількість разів побивши юніорські рекорди. Його коронний виступ досяг у положенні лежачи, набравши 400 балів із максимально можливої кількості.

## Фільмографія (режисер)
- Кожен хрещений батько має свого хрещеного батька - режисери Віктор Антонеску та Едуард Сасу 1968
- Серіал - Народна земля/Епізод - Ідеал - режисери Костянтин Мустецеа, Віктор Антонеску, Геновева Георгеску, Олімп Варештяну, Вергіл Мокану та Іон Попеску Гопо (1967)
- Епізод - Цвіркун і мураха - La cigale et la fourmi (1969) - Серія Fablio le Magicien - спільне виробництво Edic Films, Sofia Animation Studio, Pannoniafilm, Animafilm
- Робінзон Крузо - Казка про джунглі (1973)
- Вниз маску (1969)
- Романтизоване життя Герасе I–II у режисерах Віктор Антонеску, Бадеа Артін
- Міхаела у дантиста (1975)
- Робот Міхаели (1976)
- Михайлівський сад (1976)
- Детектив Міхаела (1977)
- Школа для закоханих (1975)
- Заєць і жаби (1970) - Серія Fablio le Magicien
- Дуб і тростина (1971) - цикл Fablio le Magicien
- Пригоди Фітесіне
- Велосипеди
- Підводні пригоди - серіали/серії Корабельна аварія, Алігатори, Пошкодження лівого борту, Варанул
- Дивовижні пригоди мушкетерів (1987)
- Космічна місія Дельта - серіал/епізоди Ocean Planet, Missed Recovery, Relic, Robots and Robots (1984)